# مارينا آغاجانيان
مارينا جيراسيم آغاجانيان (3 يوليو 1946 )، طبيبة أرمينية وأخصائية بطب قلب. حائزة على درجة الدكتوراه في العلوم الطبية 2002، وأيضاً مرتبة أستاذ 2003.

## سيرة شخصية
ولدت مارينا أغاجنيان في يريفان، وتنحدر من عائلة لها أطباء من عدة أجيال - عائلة آغاجنيان.
في عام 1970، تخرجت من جامعة يريفان الطبية. من عام 1971 إلى عام 1984، عملت في معهد يريفان لأبحاث أمراض القلب، في عام 1984 في قسم الطب الرياضي في المعهد الأرمني الحكومي للثقافة البدنية. في عام 2002، دافعت عن أطروحتها لنيل درجة الدكتوراه حول موضوع القلب يتميز الرياضيين karutsvatskafunktsional لتصبح أول طبيبة لطب الرياضي وأمراض القلب.
يتعامل العمل مع مشاكل تكيف القلب في الرياضة.

## اعمالها
- حول أهمية فحص تخطيط القلب المقسم في تقييم الحالة الوظيفية للقلب في القلس التاجي [نص]: autoref. ديس. ... كاند. عسل. علم: : 14.00.06 / М. السيد. Агаджанян، 1981، 23 с.
- الظروف المرضية في الرياضة. (دليل منهجي) ، معهد الدولة الأرمني للثقافة البدنية ، رئيس الطب الرياضي ، يريفان ، أ. ح ، 2004 (مؤلف مشارك).[4]
- أسرار عيش حياة صحية. تعليمات لأطفال المدارس ، يريفان ، أنتاريس ، 2005 (مؤلف مشارك).[5]
- مشاكل طب الأطفال الرياضي. كتاب مدرسي ، المعهد الأرمني الحكومي للثقافة البدنية ، رئيس قسم علم وظائف الأعضاء والطب الرياضي ، يريفان ، 2008 (مؤلف مشارك).[6]